# Gesprenkelter Schlangenskink
Der Gesprenkelte Schlangenskink (Ophiomorus punctatissimus) ist eine Reptilienart aus der Familie der Skinke. Es sind keine Unterarten bekannt.

## Merkmale
Kleiner, glattschuppiger Skink mit langgestrecktem, schlangenförmigem, beinlosem Körper. Bei einer Kopf-Rumpf-Länge von bis 10 cm erreicht er eine Gesamtlänge von etwa 20 cm. Der kleine, zugespitzte, leicht kantig wirkende Kopf hat eine abgerundete Schnauze, kleine Augen und kaum erkennbare, von Schuppen bedeckte Ohröffnungen. Der runde Schwanz endet kegelförmig. Die Grundfärbung ist gelblich, cremefarben oder hellbräunlich. Die Seiten und der Bauch können fleischfarben sein. Die Schuppen tragen je einen dunklen Punkt. Diese zu Längsreihen angeordneten Punkte sind auf dem Rücken schwächer ausgebildet als an Flanken, Bauch und Schwanz. Die Geschlechter unterscheiden sich vor allem durch beim Weibchen deutlich vom Rumpf abgesetzten Schwanz. Jungtiere sind hell schiefergrau bis cremefarben, die dunklen Punkte fließen bei ihnen zu Längsbändern zusammen.

## Lebensweise
Über die Biologie dieses Skinks ist kaum etwas bekannt. Allgemein führt er wohl eine unterirdische Lebensweise. In Terrarien wurde auch am frühen Morgen oberirdische Aktivität beobachtet. Die bis jetzt im Küstentiefland beobachteten Exemplare wurden alle im Frühjahr während der Vormittagsstunden und stets unter Steinen entdeckt. Hier wurden vereinzelt auch schon im Januar Individuen nachgewiesen. Im Küstentiefland zieht sich der Schlangenskink im Hochsommer gänzlich tiefer in den Boden zurück. Fraglich ist, ob er dort aktiv bleibt oder eine Sommerruhe hält. In Feneos wurde der Gesprenkelte Schlangenskink in Höhen zwischen 740 und 780 m über NN von April bis Oktober nachgewiesen. Dabei wurden im Mai und Juni die meisten Tiere gefunden. In diesen Höhenlagen wird eine Winterruhe von November bis Februar oder März gehalten. Dass die Art tagsüber vor allem unter Steinen anzutreffen ist, lässt vermuten, dass sie dessen Kontakt suchen, um sich aufzuwärmen.
Die Paarungszeit wird im April/Mai vermutet. Aus Terrarienberichten ist nur die Fortpflanzung durch Oviparie (eierlegend) bekannt. Nach einer Trächtigkeit von 3 Monaten wird zwischen Juli und August ein Gelege im Umfang von 2 bis 4 Eiern dicht unter der Erdoberfläche (v. a. unter Steinen) abgelegt. Diese sind länglich, 15 mm lang und 7 mm breit. Ihre pergamentartige Schale ist weißlich.
Zum Beutespektrum zählen verschiedene Insekten und Spinnentiere. Über die Biozönose bezüglich Prädatoren ist nichts bekannt.

## Verbreitung

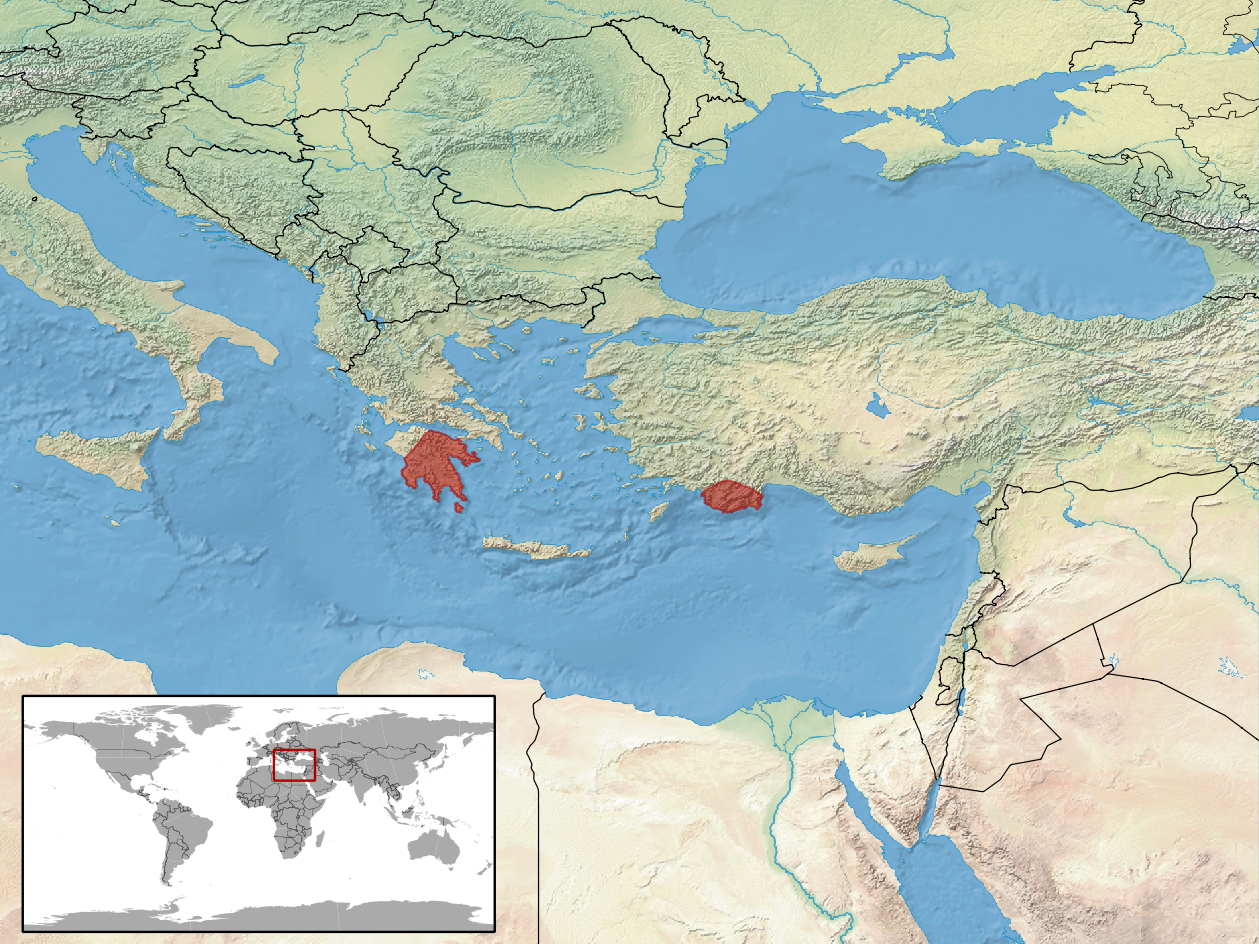
Verbreitungsgebiet

Östliches und südöstliches Mittelgriechenland, Attika-Gebiet und Peloponnes sowie kleine Inseln bei Githion und die Insel Kythira. Bei Populationen in Südwestanatolien ist die Artzugehörigkeit nicht zweifellos geklärt, eventuell handelt es sich um eine eigene Art. Der Gesprenkelte Schlangenskink dringt in Höhen von bis circa 800 m über NN vor.

## Lebensraum
Der Gesprenkelte Schlangenskink bevorzugt sonnige, recht warme und trockene Gebiete und lebt oft auf tonhaltigen, mit spärlicher Gras- und Staudenvegetation bedeckten Böden, wobei abschüssige Hänge offenbar unbesiedelt bleiben. Auch lichte Küstendünenwälder und Biotope ähnlicher Struktur werden bewohnt.

## Gefährdung
Über den derzeitigen Bestand ist wenig bekannt, die griechischen Populationen gelten aber als stabil und nicht gefährdet. Bei Feneos wurden durchschnittlich 10 bis 20 Individuen auf 100 m² gefunden. Gefahren für den Gesprenkelten Schlangenskink stellen die intensive landwirtschaftliche Nutzung des Bodens (Mangel an Steinen und Felsen, Pestizidbelastung, starke Bearbeitung etc.), genereller Biotopverlust durch Bebauung und Waldbrände dar. Sinnvolle Schutzmaßnahmen sind die Ausweisung von Schutzgebieten sowie extensive Landwirtschaft.